# Julie Rademacher
Julie Pilunnguaq Rademacher (født 14. april 1984 i Slagelse) er en dansk politiker, der tidligere var folketingsmedlem for Socialdemokratiet, valgt i Kolding Syd-kredsen fra 2007 til 2011. Julie Rademacher var i en periode i 2013 pressekoordinator for den daværende grønlandske landsstyreformand, Aleqa Hammond.

## Biografi

### Ungdom
Julie Rademacher blev matematisk student fra Sønderborg Statsskole i 2004 og flyttede derefter til Odense for at påbegynde statskundskabsstudiet på Syddansk Universitet. Et studium hun fortsat ikke har afsluttet. Hun har erhvervserfaring som hjemmehjælperassistent mens hun studerede. Som 15-årig var hun piccoline hos Nykredit Sønderborg efter skoletid. Inden hun påbegyndte gymnasietiden arbejdede hun et år som staldhjælp på bl.a. Gråsten Rideskole og sluttede året af med at arbejde som butiksassistent, et job hun fortsatte med som fritidsjob, da hun startede på gymnasiet.
Julie Rademacher havde allerede, inden hun opnåede valg til Folketinget, været aktiv politisk i DSU, bl.a. som formand for DSU Sønderborg fra 2003 til 2004, medlem af DSU's hovedbestyrelse for Sønderjyllands Amt i samme periode samt medlem af hovedbestyrelsen for Europæisk Ungdom i 2005. I 2007 opnåede Julie desuden valg til bestyrelsen på Syddansk Universitet.

### Folketinget
Rademacher blev på Socialdemokraternes sommergruppemøde i august 2008 udpeget som ligestillingsordfører, hvor hun i 2010 foreslog, at man om nødvendigt skulle tvangsopløse børsnoterede virksomheder, hvis de ikke havde 40% kvinder i bestyrelsen. Et forslag der gjorde, at hun fik meget modvind og som bragte meget kritisk lys om socialdemokraternes forslag.
Rademacher sad med i følgende udvalg i Folketinget: Arbejdsmarkedsudvalget, Udvalget vedr. internationalt ligestillingsarbejde, Forsvarsudvalget, Det Politisk-Økonomiske Udvalg, Uddannelsesudvalget, Udvalget vedrørende Grønlandske Forhold og Dansk Interparlamentarisk Gruppes bestyrelse. Hun var desuden stedfortræder i Udvalget for Videnskab og Teknologi.

### Grønland
Julie Rademacher opnåede første gang valg til Folketinget i 2007 med 4726 personlige stemmer. Hun genopstillede ikke til folketinget ved valget i 2011, og flyttede i begyndelsen af 2012 til Nuuk, hvor hun udover at færdiggøre sit studie, underviste i samfundsfag på gymnasiet i Nuuk.
Hun har derudover tætte bånd til det grønlandske politiske parti Siumut, for hvilket hun har været ansat i flere omgange. I 2011 som tilknyttet partiets sekretariat. Og i 2013 som den fungerende pressekoordinator det den nyvalgte formand for Naalakkersuisut Aleqa Hammond. Umiddelbart i forbindelse siumutpartiets magtovertagelse blev Julie Rademacher således tilknyttet Formanden for Naalakkersuisut's departement. Julie valgte dog at afslutte samarbejdet 6. september 2013.
Hun læser i dag på Ilisimatusarfik for at færdiggøre sin kandidatgrad i Offentlig Økonomi og Sociologi.
Julie Rademacher fødte en søn 9. oktober 2011 på Rigshospitalet i København. Faderen til barnet er partifællen Nicolai Wammen.

## Fodnoter
1. ↑  sermitsiaq.ag, 11. april 2013: Julie Rademacher bliver pressechef Arkiveret 13. april 2013 hos  Wayback Machine Hentet 11. april 2013.
2. ↑  S overvejer at lukke Mærsk – Karriere
3. ↑  "Wammen får barn med partifælle". JyllandsPosten. 2011-11-02. Arkiveret fra originalen 3. november 2011. Hentet 2011-11-02.

|  | Artiklen om politikeren Julie Rademacher kan blive bedre, hvis der indsættes et (bedre) billede. Du kan hjælpe ved at afsøge Wikimedia Commons for et passende billede eller uploade et godt billede til Wikimedia Commons iht. de tilladte licenser og indsætte det i artiklen. |